# Mordechai Surkis
Pour les articles homonymes, voir Surkis.
Mordechai Surkis (hébreu : מרדכי סורקיס, né le 21 janvier 1908 - mort le 26 mai 1995) est un homme politique israélien. Il a notamment été le premier maire de Kfar Saba.

## Biographie
Surkis naît à Stanyslaviv, en Autriche-Hongrie (désormais connu sous le nom de Ivano-Frankivsk en Ukraine). En Pologne de 1919 à 1939, Surkis fait alya en Palestine mandataire en 1933. Il devient membre de l'Haganah, puis sert dans la brigade juive lors de la Seconde Guerre mondiale.
En 1951, il est à la tête du conseil local de Kfar Saba, devenant son premier maire en 1962, position qu'il occupe jusqu'en 1965. Membre du comité central du Mapaï, il rejoint le parti Rafi en 1965.
Il meurt en 1995 à l'âge de 87 ans.